# Most Pawłowicki
Most Pawłowicki (Dauber Brücke) – most stanowiący przeprawę nad rzeką Dobra, położony we Wrocławiu między osiedlami Zakrzów i Pawłowice. Most zlokalizowany jest w ciągu ulicy Przedwiośnie. Wybudowany został w 1995 roku jako nowy most, stary został rozebrany. Przez most prowadzi linia autobusowa nr 130.
W latach 1974–1975 wybudowano w tym miejscu, podczas przebudowy i regulacji rzeki Dobra, most stalowy, jednoprzęsłowy, o konstrukcji belkowej. Ustrój statyczny przyjęto jako swobodnie podparty. Płyta jezdni wykonana była również jako żelbetowa. Rozpiętość mostu wynosiła 12 m, szerokość jezdni 7,5 oraz 2 chodniki po 1,25 m każdy. Most ten został rozebrany w 1995 roku a w jego miejscu odbudowano nowy, współczesny most.
Most wykonany został jako konstrukcja o jednym przęśle w technologii żelbetowej, ustrój nośny płytowo–belkowy. Długość mostu wynosi 23,85 m, a jego szerokość 12,2 m. Nawierzchnia mostu w pasie jezdni o szerokości 7,0 m wykonana została z kostki granitowej, a obustronne chodniki, po 1,5 m szerokości każdy, z betonu. Obecnie nawierzchnia jezdni bitumiczna.